# Gumbertusbibel

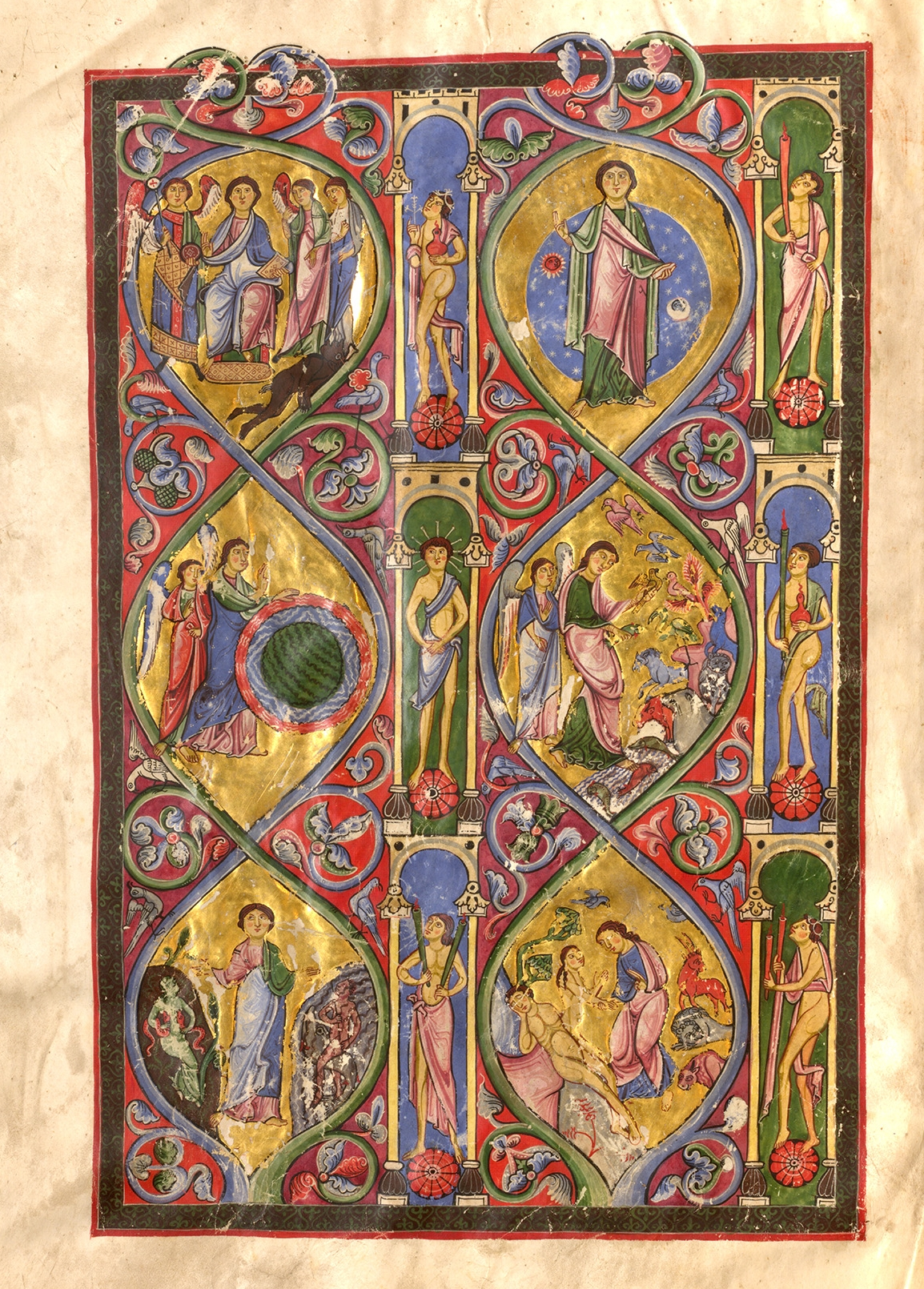
Gumbertusbibel, fol. 5v, Schöpfungswerk

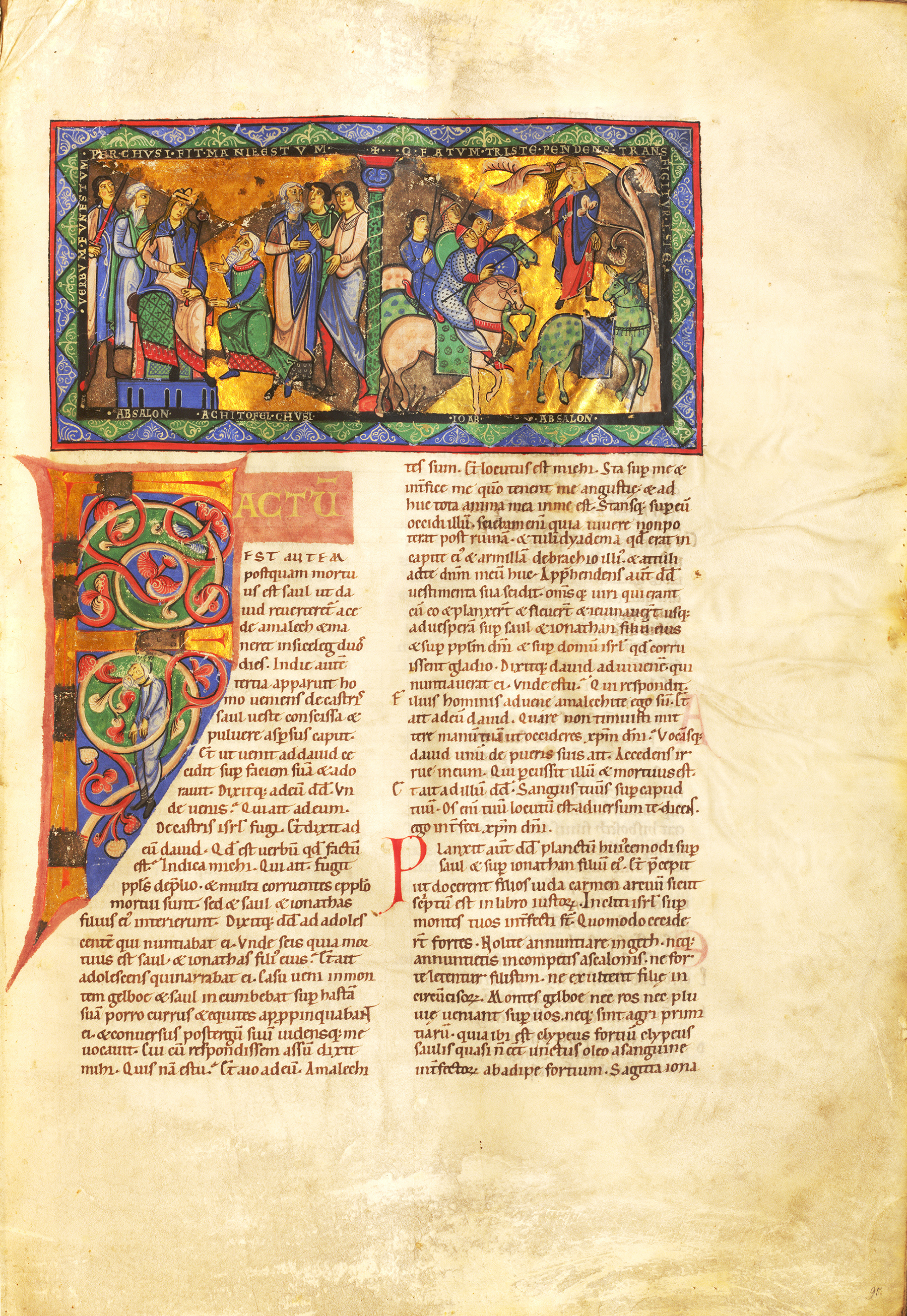
Gumbertusbibel, fol. 95v, Szenen aus dem Leben Absalons

Die Gumbertusbibel ist eine illustrierte mittelalterliche Handschrift aus dem späten 12. Jahrhundert. Sie gehört zu den eindrucksvollen Riesenbibeln, die den vollständigen Bibeltext in einem Band beinhalten („Pandekt“). Sie misst 67 × 46 cm und zählt 394 Pergamentblätter mit prachtvoller Illustrierung, darunter elf Bildseiten. Sie zählt somit zu den bedeutenden Kunstwerken der  Buchkunst der Romanik.

## Geschichte
Der Entstehungsort der um 1180 bis 1185 angefertigten Handschrift ist umstritten. Zum Preis von 12 Talenten wurde sie mit finanzieller Unterstützung durch die Bürger von Ansbach für das Gumbertusstift in Ansbach gekauft, und zwar spätestens 1195, dem Todesjahr des Dekans Gotebold, der an führender Stelle in der handschriftlichen Widmung erwähnt wird. Nach der Auflösung des Stifts kam der Codex 1607 in die von Markgraf Georg Friedrich gestiftete Konsistorialbibliothek, welche 1733 der Schlossbibliothek Ansbach inkorporiert wurde. 1805 gelangte sie von dort mit anderen Ansbacher Codices in die Universitätsbibliothek Erlangen, wo sie unter der Signatur Ms. 1 (Manuskript 1) aufbewahrt wird.
Vom 1. Mai bis 27. Juli 2014 widmete sich die Ausstellung  Die Gumbertusbibel. Goldene Bilderpracht der Romanik im Germanischen Nationalmuseum in Nürnberg der Handschrift.